# Camille Desmoulins
Lucie-Simplice-Camille-Benoist Desmoulins (Guise, 2 de marzo de 1760 - París, 5 de abril de 1794) fue un periodista, abogado, escritor y político francés, fue un personaje relevante durante la Revolución francesa.

## Antes de la Revolución
Fue el hijo mayor de Jean Benoît Desmoulins, señor de Bucquoy et de Sémery, lugarteniente de la merindad (bailliage) de Guisa (Picardía)
Camille Desmoulins cursó los estudios en el colegio Louis-le-Grand, y sus mejores amigos de entonces fueron: Louis-Marie Stanislas Fréron, Georges-Jacques Danton, François-Louis Suleau.
Sus estudios en Louis-le-Grand le marcaron profundamente. En la Universidad, se estudiaban, casi de manera exclusiva, los autores griegos y romanos. Camille Desmoulins decía: «Se nos educa en la nobleza de la república, para vivir en la abyección de la monarquía y bajo el reinado de los Claudios y los Vitelios». En otra ocasión escribiría a su padre: «¿Pensaste que yo sería un "romano" cuando me bautizaste Lucius, Sulpicius, Camillus y adivinaste?»

## Abogado
Camille Desmoulins terminó sus estudios de abogado el 7 de marzo de 1785, pero fue un mal abogado. No tartamudeaba, pero balbuceaba. Cuando preparaba sus defensas, dudaba acerca de las palabras a emplear, se enredaba con las frases, y comunicaba a su auditorio su incomodidad e inseguridad. Su discurso en el Palacio Real el 12 de julio de 1789, fue realmente lamentable. Antes de la Revolución vivía pobremente, dado que apenas tenía clientes. Durante un tiempo fue secretario del abogado Targel.

## Escritor
Entre 1781 y 1789, para poder sobrevivir, Camille Desmoulins compuso poemas y algunas obras teatrales. Dedicó sus poemas a Mme. De La Lande y, sobre todo, a Mme. Duplessis. Consiguió introducirse en la familia Duplessis gracias a sus poemas y así conoció a su futura esposa Lucile.
Antes del 14 de julio, en su panfleto Francia libre, hará un panegírico del gobierno republicano. En este folleto escribió: «Sólo la república conseguirá unir a los franceses, pero no salvará la monarquía ni a Luis XVI de Francia»

## Político
En 1788, Camille Desmoulins formó parte de la lista de los 75 diputados de Laón que se presentaron a las elecciones finales, pero no fue elegido. En mayo de 1789 visitó Versalles con frecuencia, donde se reunían los diputados de los Estados Generales, creyendo tal vez que para conquistar París tenía que estar cerca de los diputados.

## Durante la Revolución

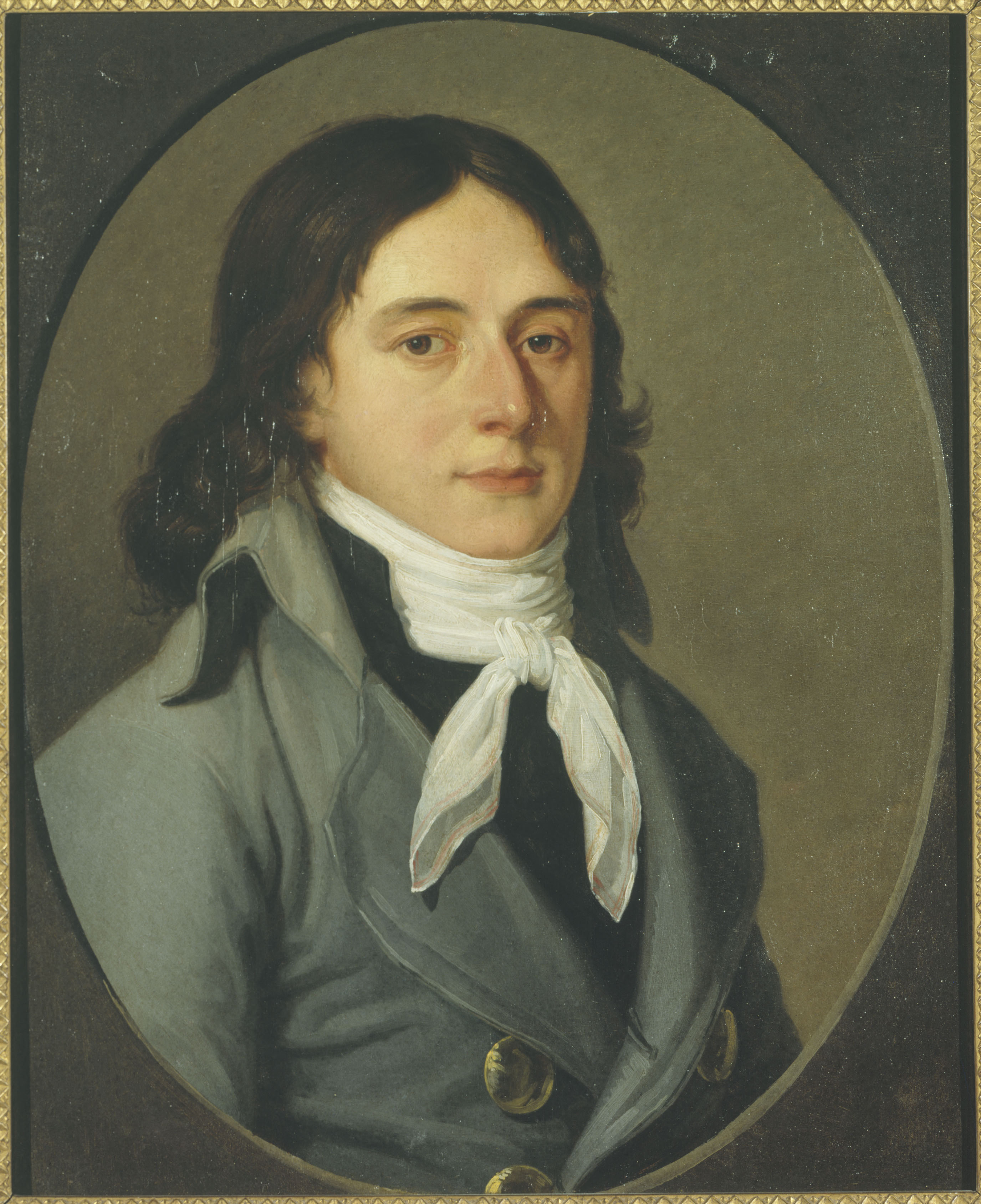
Retrato de Camille Desmoulins expuesto en el Museo Carnavalet, París.

El 12 de julio de 1789, al conocer la destitución de Jacques Necker, hizo un llamamiento para que el pueblo se manifestase ante el Palacio Real. Esto fue un ensayo de la toma de la Bastilla concretada el 14 de julio de 1789.
En 1789 trabajó como secretario de Honoré Gabriel Riquetti, conde de Mirabeau y no cesará de manifestarse contra los poderes que la Asamblea Constituyente concedió a Luis XVI, especialmente contra su derecho al veto.
El 29 de diciembre de 1790, Camille Desmoulins se casó con Lucile Laridon Duplessis, con quien tuvo un hijo en 1792 llamado Horace Camille Desmoulins.
Como Maximiliano Robespierre o Jean-Paul Marat, Camille Desmoulins se opuso a la partición que se quería hacer de los cuerpos políticos dividiéndolos en dos: políticos activos y políticos pasivos. En 1791 entró a formar parte del Club de los Cordeliers. Tras el fusilamiento en el Campo de Marte el 17 de julio de 1791, fue buscado por la policía y entonces se refugió en Versalles, pero poco después se fue a Bourg-la-Reine, pero antes publicó un artículo en el que protestó contra los "masacradores" que actuaron en el Campo de Marte. Regresó a París en 1791. La matanza del Campo de Marte le dejó sumamente impresionado, haciéndole reflexionar acerca de todo lo sucedido. Su análisis era muy diferente al que había sostenido y desarrollado hasta ese momento en su diario: "Historia de las revoluciones de Francia y de Brabante" y, como su amigo Maximiliano Robespierre, estará en contra de la declaración de guerra.
El 10 de agosto de 1792, Camille Desmoulins acudió a la toma de las Tullerías en compañía de François-Joseph Robert. El 11 de agosto de 1792 Georges-Jacques Danton nombró a Camille Desmoulins secretario del ministro de Justicia. Como tal, tenía que organizar todo el secretariado, y entonces colocó a sus amigos y parientes (como Fouquier-Tinville, su primo), lo que causó su destitución. El 6 de junio de 1792 Camille Desmoulins fue elegido diputado de la Convención nacional, pues Georges Danton intervino a su favor. Pasó a ocupar entonces un sillón entre los Montagnards (nombre dado a los diputados que ocupaban los escaños situados más altos de la Asamblea legislativa y que eran los más extremistas). El 12 de enero de 1793, votó a favor de la muerte de Luis XVI diciendo: «Yo voto por la muerte, un poco tarde, quizá, para el honor de la Convención».
La condena del régimen del Terror sustentada por Arthur de Dillon que Camille Demoulins secundó, significaría el principio del fin de su amistad con Robespierre. Lejos de callarse, Camille continuó con sus ataques, primero contra los girondinos y después contra los hebertistas, lo que irritó profundamente a Robespierre, que le acusó de traidor.
En septiembre de 1793, atacado por los Montagnards amigos de Robespierre, sin líder a quien seguir, se planteó desaparecer por un tiempo de la escena política parisiense. El 5 de diciembre de 1793 Desmoulins publicó el primer número de Le Vieux Cordelier. Tras la aparición del tercer número del diario, la ruptura entre Camille y Robespierre se acentuó, Camille Desmoulins se decantó por el apoyo de la política de Danton y se unió al grupo de los Indulgentes.

## Arresto y juicio
Camille Desmoulins fue detenido la noche del 30 al 31 de marzo de 1794 y fue encarcelado en la llamada Prisión de Luxemburgo. Desde la cárcel escribió una carta a Robespierre, pero nunca tuvo respuesta. Compareció ante el Tribunal revolucionario los días 1, 2, 3, 4 y 5 de abril de 1794. El 5 de abril de 1794 fue detenida su mujer.

## Ejecución de Camille Desmoulins
Detenido el 31 de marzo de 1794 y condenado a muerte por el tribunal revolucionario, fue ejecutado el 5 de abril. «Llegué a la plaza de la Revolución», cuenta un testigo, «y vi a Camille Desmoulins, turbado, hablando a sus vecinos muy agitado y con una sonrisa convulsiva, parecía un hombre que no tenía la cabeza sobre los hombros». Se le oyó decir: «mi crimen es haber derramado lágrimas». Subió las escaleras del cadalso diciendo. «He aquí cómo acaba el primer apóstol de la Libertad». Fue enterrado en el cementerio de los Errancis en París.
Lucile Desmoulins fue guillotinada en 13 de abril de 1794 en compañía del general Arthur de Dillon y de la viuda de Jacques-René Hébert.

## Desmoulins como periodista
En colaboración con Stanislas Fréron, publicó los diarios: Historia de las revoluciones de Francia y de Brabante (Histoire de Révolutions de France et de Brabant), la Tribuna del Patriota (la Tribune du Patriote); Le Vieux Cordelier, algunos panfletos, unos folletos, como la France libre, Le Discours de la lanterne aux Parisiens.
Tenía dos apodos: L’Anon Desmoulins, dado por sus adversarios, y Monsieur Hon-Hon par era como le llamaba su esposa.

## Cine
| Año  | Película                   | Director                          | Actor             |
| ---- | -------------------------- | --------------------------------- | ----------------- |
| 2008 | Charlotte Corday           | Henri Helman                      | Raphaël Personnaz |
| 1989 | Historia de una revolución | Roberto Enrico Richard T. Heffron | François Cluzet   |
| 1983 | Danton                     | Andrzej Wajda                     | Patrice Chéreau   |